# Hurskoho, Zaporijjea
Hurskoho (în ucraineană Гурського) este un sat în comuna Lukașeve din raionul Zaporijjea, regiunea Zaporijjea, Ucraina.

## Demografie
Componența lingvistică a localității Hurskoho
     Ucraineană (100%)
Conform recensământului din 2001, toată populația localității Hurskoho era vorbitoare de ucraineană (100%).